# جوان تشيس
جوان تشيس (بالإنجليزية: Joan Chase)‏‏ (26 نوفمبر 1936 في ووستير، أوهايو - 17 أبريل 2018 في نيدهام) روائية من الولايات المتحدة.